# Болквадзе, Иосиф Давидович
Иосиф Давидович Болквадзе (1899 год — неизвестно, Телавский район, Грузинская ССР) — старший агроном Цинандальского виноградарского совхоза Министерства пищевой промышленности СССР, Телавский район, Грузинская ССР. Герой Социалистического Труда (1949).

## Биография
Родился в 1899 году в крестьянской семье в одном из сельских населённых пунктов современной Грузии. Получив высшее сельскохозяйственное образование, трудился агрономом в Цинандальском виноградарском совхозе (с 1950 года — совхоз «Цинандали»). За выдающиеся трудовые результаты в годы Великой Отечественной войны и в связи с 25-летием Грузинской ССР был награждён в 1946 году Орденом «Знак Почёта». В последующем был назначен старшим агрономом в этом же совхозе.
После войны совхоз за короткое время восстановил довоенный уровень урожайности винограда. Во время Четвёртой пятилетки (1946—1950) ежегодные показатели урожайности винограда превышали довоенные сборы в 1,5 — 1,7 раза. Указом Президиума Верховного Совета СССР «О награждении Цинандальского виноградарского совхоза Самтреста Министерства пищевой промышленности СССР» от 29 января 1949 совхоз был награждён Орденом Ленина за «выдающиеся заслуги в области развития виноградарства, качественного виноделия и в связи с 60-летием со дня основания». Некоторые труженики совхоза Указом Президиума Верховного Совета «О награждении орденами и медалями работников Цинандальского виноградарского совхоза Самтреста Министерства пищевой промышленности СССР» от 29 января 1949 года были награждены различными орденами и медалями, в том числе Иосиф Давидович Болквадзе, два рабочих и директор совхоза Иона Чарквиани были награждены Орденом Ленина.
В своей работе применял передовые агротехнические методы, в результате чего Цинандальский совхоз в 1948 году сдал государству в среднем с каждого гектара по 103,7 центнеров винограда с площади 45,9 гектара. Указом Президиума Верховного Совета СССР от 5 октября 1949 года удостоен звания Героя Социалистического Труда за «получение высоких урожаев винограда в 1948 году» с вручением ордена Ленина и золотой медали «Серп и Молот» (№ 4768).
Этим же Указом званием Героя Социалистического Труда были награждены директор совхоза Иона Ермолаевич Чарквиани, управляющие отделениями Лонгиноз Георгиевич Арсенишвили, Давид Андреевич Саванели, бригадиры Бидзин Георгиевич Батиашвили, Реваз Андреевич Саванели, звеньевые Иван Григорьевич Багатришвили и Антонина Васильевна Игнатова.
Проживал в Телавском районе. Дата его смерти не установлена.
Награды
- Герой Социалистического Труда
- Орден Ленина — дважды (29.01.1949; 05.10.1949)
- Орден «Знак Почёта» (24.02.1946)